# Voo Thai Airways International 114
O Voo Thai Airways International 114, um Boeing 737-4D7 da Thai Airways com destino a Chiang Mai, foi destruído por uma explosão do tanque da asa central resultante da ignição da mistura combustível/ar inflamável enquanto a aeronave estava estacionada antes do embarque no Aeroporto Internacional de Don Mueang em Bangkok, Tailândia, em 3 de março de 2001. A fonte de energia de ignição para a explosão não pôde ser determinada com certeza, mas a fonte mais provável foi uma explosão originada na bomba do tanque central da asa como resultado da ignição entre combustível e ar. Um comissário de bordo morreu.
Dentro da aeronave, estavam vários membros do governo, incluindo o primeiro ministro Thaksin Shinawatra e seu filho, Panthongtae Shinawatra. Nenhum passageiro ainda havia embarcado no avião, apenas alguns membros da tripulação estavam a bordo no momento da explosão. Primeiramente, suspeitou-se que uma bomba teria provocado a explosão, mas posteriormente se confirmou que a explosão foi causada pela ignição com o combustível.